# EHF Champions League mannen 1995/96
De EHF Champions League 1995/96 was de zesendertigste editie van de hoogste handbalcompetitie voor clubs in Europa.

## Deelnemers
| Eerste ronde | Eerste ronde |
| --- | --- |
| - Kehra Tallinn: Kampioen van Estland - STU Tbilisi: Kampioen van Georgië - Partizan: Kampioen van Joegoslavië | - Steaua Boekarest: Kampioen van Roemenië - Borec Titov Veles: Kampioen van Macedonië - Agro VTJ Topolcany: Kampioen van Slowakije |
| Tweede ronde | |
| - Initia HC Hasselt: Kampioen van België - HC Lyulin Sofia: Kampioen van Bulgarije - Strovolos Nicosie: Kampioen van Cyprus - GOG Gudme: Kampioen van Denemarken - THW Kiel: Kampioen van Duitsland - BK-46 Karis: Kampioen van Finland - Montpellier: Kampioen van Frankrijk - Fílippos Véria: Kampioen van Griekenland - Fotex Veszprém: Kampioen van Hongarije - Valur Reykjavík: Kampioen van IJsland - Hapoel Rishon LeZion: Kampioen van Israël - Pallamano Trieste: Kampioen van Italië - Badel Zagreb: Kampioen van Kroatië - Granitas Kaunas: Kampioen van Litouwen - HC Berchem: Kampioen van Luxemburg | - Thrifty Aalsmeer: Kampioen van Nederland - IL Runar: Kampioen van Noorwegen - ZTR Zaporijia: Kampioen van Oekraïne - ASKÖ Linde Linz: Kampioen van Oostenrijk - Petrochemia Plock: Kampioen van Polen - ABC Braga: Kampioen van Portugal - CSKA Moskou: Kampioen van Rusland - FC Barcelona: Vice-kampioen van Spanje - Elgorriaga Bidasoa: Titelhouder 1994/95 - Celje: Kampioen van Slovenië - Dukla Praag: Kampioen van Tsjechië - Cankaya Belediye Ankara: Kampioen van Turkije - SKA Minsk: Kampioen van Wit-Rusland - Redbergslids IK: Kampioen van Zweden - Pfadi Winterthur: Kampioen van Zwitserland |

## Kwalificatieronde

### Eerste ronde
| Team 1           | Score   | Team 2             | 1       | 2       |
| ---------------- | ------- | ------------------ | ------- | ------- |
| Steaua Boekarest | 44 – 45 | Borec Titov Veles  | 26 – 18 | 18 – 27 |
| Kehra Tallinn    | 44 – 60 | STU Tbilisi        | 23 – 25 | 21 – 35 |
| Partizan         | 58 – 41 | Agro VTJ Topolcany | 28 – 22 | 30 – 19 |

### Tweede ronde
| Team 1             | Score   | Team 2                  | 1       | 2       |
| ------------------ | ------- | ----------------------- | ------- | ------- |
| ABC Braga          | 64 – 39 | Hapoel Rishon LeZion    | 34 – 17 | 30 – 22 |
| Fotex Veszprém     | 67 – 33 | HC Berchem              | 31 – 20 | 36 – 13 |
| Badel Zagreb       | 53 – 44 | Cankaya Belediye Ankara | 28 – 18 | 25 – 26 |
| GOG Gudme          | 52 – 47 | Partizan                | 34 – 21 | 18 – 26 |
| FC Barcelona       | 70 – 39 | GTU Tbilisi             | 40 – 19 | 30 – 20 |
| Montpellier        | 49 – 43 | Dukla Praag             | 25 – 24 | 24 – 19 |
| Elgorriaga Bidasoa | 50 – 30 | Borec Titov Veles       | 25 – 20 | 25 – 15 |
| THW Kiel           | 45 – 30 | Initia HC Hasselt       | 27 – 13 | 18 – 17 |
| Celje              | 73 – 32 | HC Lyulin Sofia         | 38 – 16 | 35 – 16 |
| Fílippos Véria     | 42 – 49 | ZTR Zaporijia           | 23 – 19 | 19 – 30 |
| SKA Minsk          | 61 – 46 | BK-46 Karis             | 34 – 24 | 27 – 22 |
| Valur Reykjavík    | 44 – 43 | CSKA Moskou             | 23 – 23 | 21 – 20 |
| ASKÖ Linde Linz    | 47 – 43 | Petrochemia Plock       | 29 – 18 | 18 – 25 |
| Granitas Kaunas    | 53 – 45 | IL Runar                | 29 – 19 | 24 – 26 |
| Pallamano Trieste  | 55 – 43 | Thrifty Aalsmeer        | 26 – 18 | 29 – 25 |
| Pfadi Winterthur   | 42 – 42 | Redbergslids IK         | 24 – 16 | 18 – 26 |

### Derde ronde
| Team 1            | Score   | Team 2             | 1       | 2       |
| ----------------- | ------- | ------------------ | ------- | ------- |
| SKA Minsk         | 47 – 51 | GOG Gudme          | 26 – 23 | 21 – 28 |
| ZTR Zaporijia     | 32 – 43 | Elgorriaga Bidasoa | 15 – 19 | 17 – 24 |
| Granitas Kaunas   | 42 – 50 | THW Kiel           | 21 – 26 | 21 – 24 |
| ASKÖ Linde Linz   | 47 – 62 | FC Barcelona       | 30 – 27 | 17 – 35 |
| Celje             | 45 – 46 | Badel Zagreb       | 25 – 21 | 20 – 25 |
| Pfadi Winterthur  | 53 – 46 | Montpellier        | 27 – 23 | 26 – 23 |
| Valur Reykjavík   | 50 – 52 | ABC Braga          | 25 – 23 | 25 – 29 |
| Pallamano Trieste | 38 – 44 | Fotex Veszprém     | 22 – 23 | 16 – 21 |

## Groepsfase

### Groep A
| Pos | Club               | Wed | W | G | V | Ptn | DV  | DT  | +/− | Opmerking                   |
| --- | ------------------ | --- | - | - | - | --- | --- | --- | --- | --------------------------- |
| 1   | Elgorriaga Bidasoa | 6   | 4 | 0 | 2 | 8   | 154 | 136 | +18 | 00Geplaats voor de finale00 |
| 2   | THW Kiel           | 6   | 3 | 0 | 3 | 6   | 151 | 148 | +3  |                             |
| 3   | Fotex Veszprém     | 6   | 3 | 0 | 3 | 6   | 147 | 144 | +3  |                             |
| 4   | ABC Braga          | 6   | 2 | 0 | 4 | 4   | 129 | 153 | -24 |                             |

### Groep B
| Pos | Club             | Ptn | Wed | W | G | V | DV  | DT  | +/− | Opmerking                   |
| --- | ---------------- | --- | --- | - | - | - | --- | --- | --- | --------------------------- |
| 1   | FC Barcelona     | 9   | 6   | 4 | 1 | 1 | 167 | 135 | 32  | 00Geplaats voor de finale00 |
| 2   | Pfadi Winterthur | 6   | 6   | 3 | 0 | 3 | 161 | 164 | -3  |                             |
| 3   | Badel Zagreb     | 5   | 6   | 2 | 1 | 3 | 138 | 144 | -6  |                             |
| 4   | GOG Gudme        | 4   | 6   | 1 | 2 | 3 | 136 | 159 | -23 |                             |

## Finale
Finale wedstrijd 1
| 20 april 1996 18:30 | FC Barcelona | 23 - 15 | Elgorriaga Bidasoa | Palau Blaugrana, Barcelona Scheidsrechters: Francois Garcia, Jean-Pierre Moreno (FRA) |
| 20 april 1996 18:30 | (11-8)       |         |                    | Palau Blaugrana, Barcelona Scheidsrechters: Francois Garcia, Jean-Pierre Moreno (FRA) |
| 20 april 1996 18:30 | 3× 1×        | Raport  | 3× 1×              | Palau Blaugrana, Barcelona Scheidsrechters: Francois Garcia, Jean-Pierre Moreno (FRA) |

Finale wedstrijd 2
| 26 april 1996 20:30 | Elgorriaga Bidasoa | 23 - 23 | FC Barcelona | Polideportivo Artaleku, Irun Scheidsrechters: Fritz Rudin, Roger Schill (SUI) |
| 26 april 1996 20:30 | (10-14)            |         |              | Polideportivo Artaleku, Irun Scheidsrechters: Fritz Rudin, Roger Schill (SUI) |
| 26 april 1996 20:30 | 3× 6×              | Raport  | 1× 6×        | Polideportivo Artaleku, Irun Scheidsrechters: Fritz Rudin, Roger Schill (SUI) |